# Préfecture d'Hokkaidō
Pour les articles homonymes, voir Hokkaïdo (homonymie).
La préfecture d'Hokkaidō (北海道, Hokkai-dō), ou simplement Hokkaidō, est une préfecture du Japon, occupant toute l'île du même nom et de petites îles voisines. Elle est la plus grande et la plus septentrionale du pays. Son centre administratif est la ville de Sapporo.

## Géographie
La préfecture d'Hokkaidō est baignée au nord par la mer d'Okhotsk (dont les baies de Nemuro, de Notsuke (en) et de Sōya (en)), à l'ouest par la mer du Japon (dont la baie d'Ishikari (en)) et à l'est par l'océan Pacifique (dont la baie d'Uchiura).
Elle fait face au nord-ouest à l'île russe de Sakhaline, par le détroit de La Pérouse, au nord-est à l'île russe d'Ouroup (en prenant en compte la souveraineté japonaise sur les « territoires du Nord »), par le détroit de Vries, et au sud à l'île japonaise d'Honshū, par le détroit de Tsugaru. En excluant la revendication sur les îles Kouriles méridionales, Hokkaidō fait face au nord-est à l'île russe de Kounachir, par les détroits d'Izmeny (ru) et de Nemuro, et aux îles Habomai, par le détroit de Sovetskiy (ru).

## Liste des sous-préfectures
La préfecture d'Hokkaidō a un statut unique parmi les 47 autres (道, Dō) : elle est la seule à être entièrement subdivisée en quatorze sous-préfectures :
- Sous-préfecture de Hidaka
- Sous-préfecture de Hiyama
- Sous-préfecture d'Iburi
- Sous-préfecture d'Ishikari
- Sous-préfecture de Kamikawa
- Sous-préfecture de Kushiro
- Sous-préfecture de Nemuro
- Sous-préfecture d'Okhotsk
- Sous-préfecture d'Oshima
- Sous-préfecture de Rumoi
- Sous-préfecture de Shiribeshi
- Sous-préfecture de Sorachi
- Sous-préfecture de Sōya
- Sous-préfecture de Tokachi

Elle est l'une des huit préfectures japonaises qui utilisent ce type de découpage, avec celles de Kagoshima, de Miyazaki, de Nagasaki, d'Okinawa, de Shimane, de Tokyo et de Yamagata. La raison pour Hokkaidō est liée à son importante superficie, ceci afin de mieux répartir les efforts administratifs des services préfectoraux sur l'ensemble de son territoire, les sous-préfectures effectuant de nombreuses tâches généralement accomplies par leur préfecture de tutelle.

## Cas des «territoires du Nord»
Selon le point de vue des autorités japonaises, les quatre îles les plus méridionales des îles Kouriles (Itouroup, Kounachir, Chikotan et les îles Habomai), appelées localement « territoires du Nord (ja) », sont rattachées administrativement à la sous-préfecture de Nemuro, au sein de la préfecture d'Hokkaidō. En réalité, celles-ci ont été annexées en 1945 par l'Union soviétique et sont depuis sous le contrôle de facto de la Russie.
Elles sont de facto administrées par l'oblast de Sakhaline, partagées entre les raïons (en) de Ioujno-Kourilsk et de Kourilsk. Cet épisode constitue dès lors un important contentieux territorial entre les deux pays. Le Japon revendique toujours sa souveraineté sur ces îles situées au nord-est d'Hokkaidō, le traité de San Francisco de 1951 n'ayant pas réglé le différend.